# Stand Up and Fight (Quartz)
Stand Up and Fight è il secondo album del gruppo heavy metal britannico Quartz, pubblicato il 19 settembre 1980 per l'etichetta discografica MCA Records.

## Il disco
Stand Up and Fight è stato prodotto dall'ex produttore dei Deep Purple Derek Lawrence. L'album è stato rimasterizzato in CD e ripubblicato nel 2004 sotto l'etichetta discografica Majestic Rock Records. La ripubblicazione contiene una bonus track, il brano Circles presente anche nella ripubblicazione della registrazione in studio precedente.

## Tracce
1. Stand Up and Fight – 4:43
2. Charlie Snow – 3:24
3. Can't Say No to You – 6:10
4. Revenge – 4:13
5. Stokin' Up the Fires of Hell – 4:07
6. Rock'n Roll Child – 4:51
7. Questions – 4:21
8. Wildfire – 6:05

## Formazione
- Mike Taylor - voce
- Mike Hopkins - chitarra
- Derek Arnold - basso
- Malcolm Cope - batteria